# Drosophila ornatipennis
Drosophila ornatipennis är en tvåvingeart som beskrevs av Samuel Wendell Williston  1896. Drosophila ornatipennis ingår i släktet Drosophila och familjen daggflugor.
Artens utbredningsområde är Västindien.